# رخصة القيادة في إسرائيل

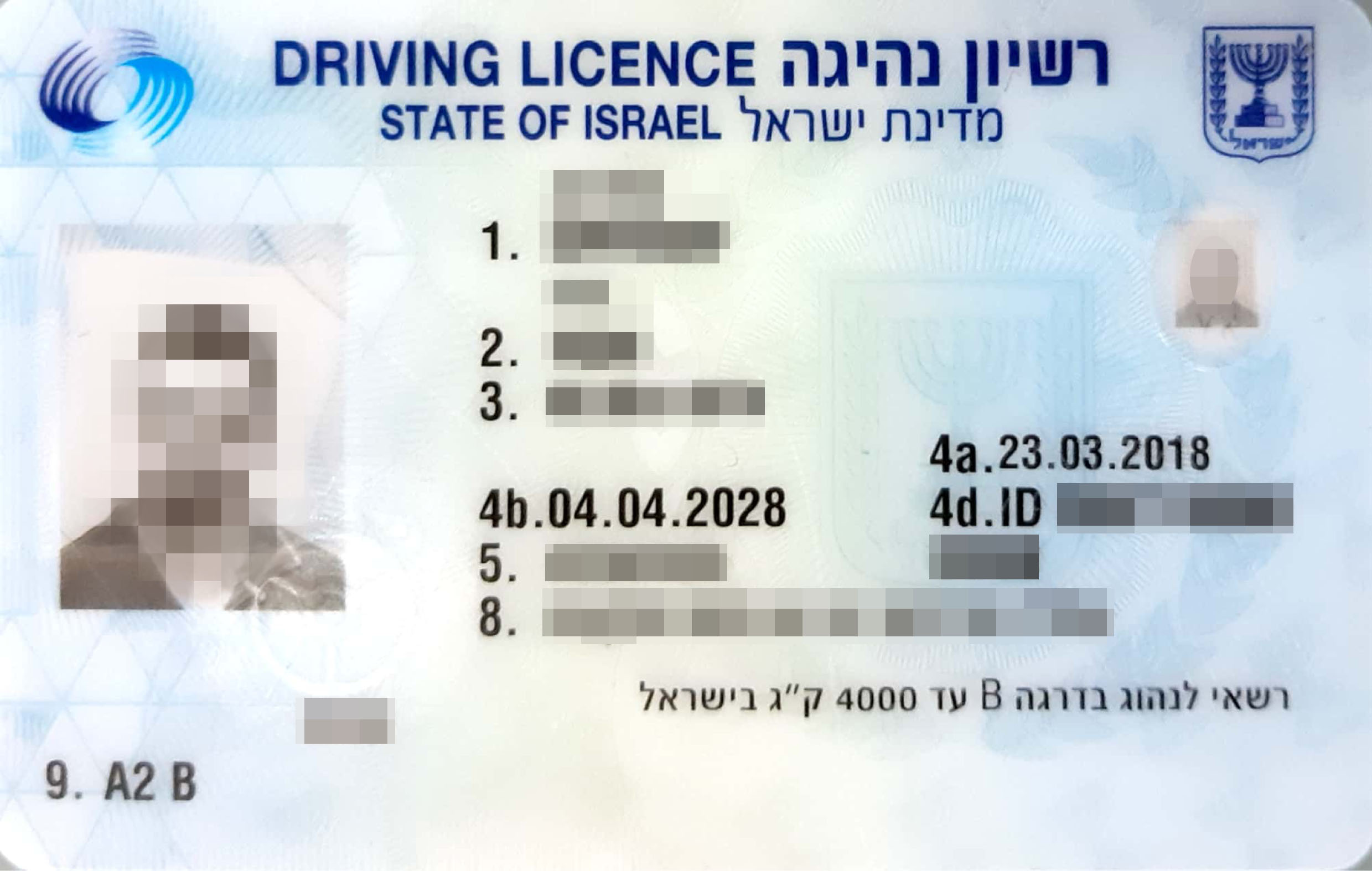
بطاقة رخصة القيادة

رخص القيادة في إسرائيل تأتي في اثني عشر نوعا، مشابهة لرخصة القيادة الأوروبية (على الرغم من الاختلافات الصغيرة الموجودة). من أجل الحصول على رخصة القيادة، يجب على كل طالب ان يجتاز الفحص الطبي والنظر، والاختبار النظري، قبل اتخاذ عدد من الدروس العملية قبل الاختبار العملي.

## أنواع الرخصة

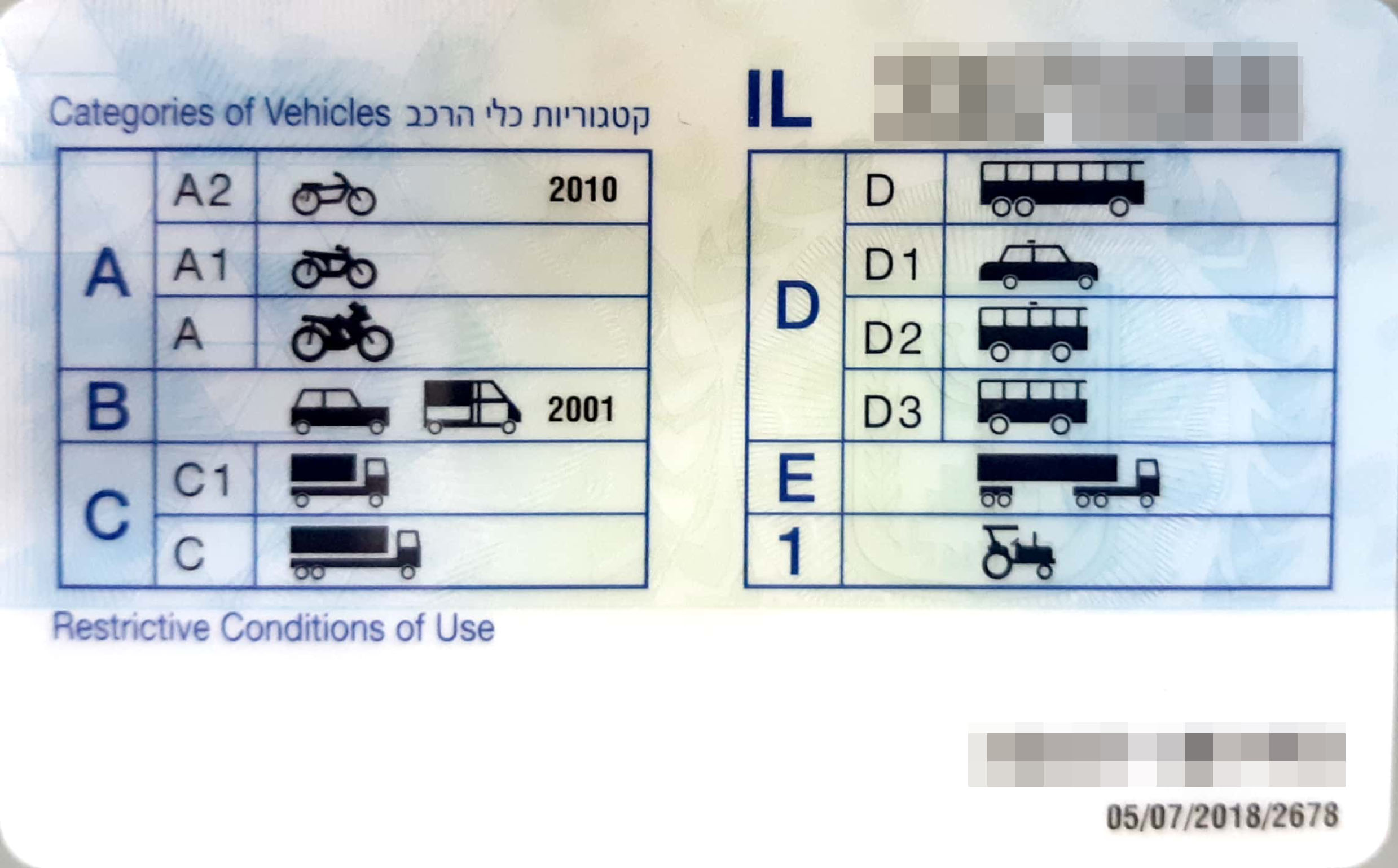
بطاقة رخصة القيادة كما تظهر من الخلف

يوجد في إسرائيل رخص القيادة التالية:

### دراجة نارية
- A2 رخصة دراجة نارية صغيرة بقوة محرك تصل إلى 14.6 حصان وحجم محرك 125 سم³
- A1 رخصة دراجة نارية بقوة محرك تصل إلى 47.46 حصان
- A بدون تحديد

### سيارة خصوصية
- B رخصة سيارة خصوصية يصل وزنها إلى 3.5 طن و8 ركاب كحدٍ أقصى (يشمل السائق)

### شاحنة
- C1 رخصة شاحنة يصل وزنها إلى 12 طن
- C رخصة شاحنة يتخطى وزنها 12 طن

### حافلة
- D3 رخصة حافلة صغيرة خاصة تصل إلى 5 أطنان
- D2 رخصة حافلة صغيرة عامة تصل إلى 5 أطنان
- D1 رخصة سيارة أجرة وحافلة صغيرة تصل إلى 5 أطنان و16 راكبًا
- D رخصة حافلة

### شاحنة كبيرة
- C+E رخصة شاحنة كبيرة

### جرار
- 1 رخصة جرار

## رخصة سيارة ركاب
شخص يبلغ من العمر 16 سنة على الأقل و9 أشهر قد يحصل على رخصة من النوع B. بعد القيام بكل من الفحص الطبي والنظر، يمكن للطالب أن يأخذ اختبار عبارة عن 30 سؤال متعددة الاختيارات، يجب الإجابة على 26 سؤال بشكل صحيح على الاقل. قبل اتخاذ اختبار القيادة العملي، يجب ان يتلقى ما لا يقل عن 28 درس في القيادة المدرسية مصدقة من قبل معلم السياقة. بعد اجتياز اختبار القيادة المدرسة الداخلي، فإن الممتحن يقوم بترتيب اختبار الطريق، التي سيتم اتخاذها في سيارة مدرسة تعليم القيادة. إذا فشل شخص ما بالاختبار العملي للقيادة، يجب أن ينتظر مدة ثلاثة اسابيع على الأقل قبل إعادة اختبار القيادة العملي. إذا نجح في اجتياز اختبار القيادة العملي، سلطة الترخيص تقوم بإصدار ترخيص مؤقت مع قسيمة الدفع. مرة واحدة وعندما يتم دفع الرسوم، سوف يرسل الترخيص الفعلي في البريد.
خلال الأشهر الثلاثة الأولى، يجب أن يرافق السائق الجديد من قبل اشخاص الذين تزيد أعمارهم عن 24 عاما، الذين كان بحوزتهم رخصة قيادة لمدة 5 سنوات على الأقل، أو أي شخص أكبر من 30 عاما، حتى تصبح الرخصة بحوزته لأكثر من سنتين. وبالنسبة للأشهر الثلاثة المقبلة يجب أن تكون مصحوبة برنامج المرافقة الجديد من قبل شخص (بنفس المواصفات كما في السابق) في الليل، وهذا يعني من 21:00 حتى 6 صباحا. بعد تلك الأشهر الثلاثة يحتاج لتوقيع المرافق لكي يحصل على الرخصة بشكل دائم. وبالإضافة إلى ذلك، خلال العامين الأولين، يجب أن يقوم السائق الجديد بتعليق لافتة كتب عليها «سائق جديد» (بالعبرية: נהג חדש) بحروف سوداء على خلفية صفراء. أي شخص لا يقوم بالامتثال لهذه المتطلبات يخضع لمحاكمة ليتم تغريمه وفي محكمة المرور للقيادة فيتم سحب رخصته. إذا كان السائق الجديد يخالف القانون، عندها تكون هناك حاجة لاستعادة السيطرة على الاختبار النظري والعملي.

## تحويل رخصة
أي شخص بحوزته رخصة قيادة اجنبيه ومقيم في إسرائيل لأكثر من 12 شهرا يجب تحويل رخصة القيادة. يطلب من المتقدم الخضوع لكل من الفحص الطبي وفحص النظر. بعد تطبيق كل الأمور اللازمة في مكتب سلطة الترخيص المحلية للحصول على إعفاء من الاختبار النظري وشرط ل28 درسا، يلزمه فقط دفع ثمن الاختبار العملي في البريد المحلي، وسوف يقوم الممتحن بالترتيب لاختبار القيادة إذا فشل الطالب مرتين في هذه الاختبارات العملية يجب علية اجتياز الاختبار النظري قبل إعادة اختبار القيادة العملي.

### موقع سلطة الترخيص
http://rishuy.mot.gov.il/he/driving